# Rangers (film)
Rangers  è un film statunitense del 2000 diretto da Jim Wynorski.

## Trama
Alcuni terroristi catturano un componente di un'unità di militari statunitensi dislocata in Medio Oriente e gli offrono l'opportunità di vendicarsi ai danni dei suoi superiori.

## Produzione
Il film fu prodotto da Phoenician Entertainment e diretto da Jim Wynorski ad aprile del 1999. Wynorski è accreditato anche come produttore mentre per la regia è accreditato come Jay Andrews.

## Distribuzione
Il film fu distribuito negli Stati Uniti nel 2000 per l'home video da 20th Century Fox Home Entertainment, Planet Media Home Entertainment e Rangers Production.
Alcune delle uscite internazionali sono state:
- negli Stati Uniti (Rangers)
- in Australia il 11 ottobre 2000
- in Spagna il 28 agosto 2001 (in prima TV)
- in Argentina il 2 settembre 2007 (in prima TV),
- in Francia (Rangers o Commando d'élite, titoli TV)
- in Grecia (Rangers)
- in Brasile (Comando de Resgate, titolo TV via cavo)